# Ruta 4204
La Ruta 4204 es una carretera municipal en Bolivia, ubicada en las tierras bajas del país. Esta inicia en Puerto San Francisco, Villa Porvenir, Villa 14 de septiembre, San Miguel, hasta conectar con la Ruta 24

## Ruta
El camino tiene una longitud de 27,8 kilómetros y conduce a través de las estribaciones nororientales de la Cordillera Oriental en el municipio de Villa Tunari.
La Ruta 4204 corre de norte a sur en el noreste del departamento de Cochabamba y es un ramal de la Ruta 24, que conduce desde Villa Tunari vía Isinuta hasta Ichoa, y se extenderá más allá en el departamento de Beni.
La Ruta 4204 está pavimentada desde el norte hasta la Villa 14 de septiembre, los 13.9 kilómetros restantes hasta la Ruta 24 son en gran parte camino de ripio y tierra.

## Historia
El Servicio Departamental de Caminos (SEDCAM) comenzó a pavimentar el tramo de 27,8 km desde Puerto San Francisco hasta Villa General Román el 1 de septiembre de 2017 y completó el asfaltado de los 13,9 km hasta Villa 14 de septiembre en 2022. La continuación del asfaltado sigue abierta debido a los recortes presupuestarios del gobierno nacional.

## Secciones de calles en el municipio Villa Tunari
- km 000: Puerto San Francisco
- km 003: San Francisco
- km 007: San Francisco Alto
- km 009: Litoral
- km 011: Villa Porvenir
- km 014: Villa 14 de septiembre
- km 020: Simón Bolívar
- km 023: San Miguel
- km 027: Villa General Román